# N626 (België)
De N626 is een gewestweg in de Belgische provincie Luik. De weg verbindt de weg N62 in Sankt Vith met de N632 bij de Duitse grens in Losheimergraben. Aan de ander kant van de grens ligt de Bundesstraße 265. De weg heeft een lengte van ongeveer 25,5 kilometer.

## Plaatsen langs de N626
- Sankt Vith
- Setz
- Atzerath
- Heuem
- Schönberg
- Andler
- Manderfeld
- Lanzerath
- Losheimergraben